# Tanaro
Tanaro (latin: Tanarus) är en italiensk flod som rinner genom norra Italien. Den är 276 kilometer lång. Tanaro är den viktigaste av floden Pos tillflöden vad gäller längd, flöde och storlek på tillflödesområde. Floden svämmar ofta över. Under perioden 1801–2001 svämmade floden över vid 136 tillfällen. Mest förödande var när hela dalgången, och speciellt staden Alessandria, svämmade över i november 1994.
Vid floden, nära Asti, stod år 402 slaget vid Pollentia.
Tanaro uppkommer där två åar, Tanarello och Negrone, flyter samman. Tanarello har sin källa vid berget Saccarellos sluttningar. Berget Saccarello är vattendelare mellan tre floders tillflödesområden: Tanaro, Roya och Argentina. Negrone har sina källor nära den franska gränsen. På sin väg mot Po flyter Tanaro genom städerna Ceva, Alba, Asti och Alessandria.